# Estadi Roumdé Adjia
L'Estadi Roumdé Adjia és un estadi de futbol de la ciutat de Garoua, Camerun.
Principalment és utilitzat per la pràctica del futbol, essent la seu del club Cotonsport Garoua. Té una capacitat per a 30.000 espectadors. Fou construït el 1978. Fou remodelat el 2018 amb motiu de la Copa d'Àfrica de Nacions 2021.